# Rothenbruck
Rothenbruck ist ein Gemeindeteil des Marktes Neuhaus an der Pegnitz im mittelfränkischen Landkreis Nürnberger Land in Bayern. Die Gemarkung Rothenbruck hat eine Fläche von 4,860 km². Sie ist in 923 Flurstücke aufgeteilt, die eine durchschnittliche Flurstücksfläche von 5265 m² haben. In ihr liegen neben dem namensgebenden Ort die Gemeindeteile Bärnhof, Finstermühle und Rehberg.

## Lage
Das Dorf Rothenbruck liegt etwa einen Kilometer südwestlich von Neuhaus an der Pegnitz an der Staatsstraße 2162, von der eine Straße in den Ortskern führt. Die Bahnstrecke Nürnberg–Cheb quert den Ort. Rothenbruck liegt am Fluss Pegnitz.

## Geschichte
In Rothenbruck bestand vom 14. bis zum 16. Jahrhundert ein Eisenhammer, der im 17. Jahrhundert zu einem eisenverarbeitenden Hammer umgebaut wurde. Der Hammer wurde vom Wasser der Pegnitz angetrieben. Rothenbruck gehörte 1557 zu denjenigen oberpfälzischen Schien- und Stabhämmern, die als Mitglieder der Hammereinigung ihre Erze von Sulzbach und Amberg bezogen und ihre Erzeugnisse nach Nürnberg lieferten.
Die Wirtschaft des Ortes ist maßgeblich durch das Unternehmen Carl Schlenk geprägt, einen metallverarbeitenden Betrieb, das in der ersten Hälfte des 20. Jahrhunderts einen Produktionsstandort aufbaute.
Die ehemalige Gemeinde Rothenbruck, bestehend aus den Gemeindeteilen Rothenbruck, Bärnhof, Finstermühle, Rehberg und Rinnenbrunn und mit einer Fläche von gut 504 Hektar, wurde 1972 vollständig nach Neuhaus an der Pegnitz eingemeindet.

## Sehenswertes in der Nähe
- Schlangenfichte von Großmeinfeld
- Höhle Windloch bei Großmeinfeld
- Petershöhle bei Hartenstein
- Bismarckgrotte bei Rinnenbrunn